# Sercœur
Sercœur est une commune française située dans le département des Vosges en région Grand Est. Sercœur fait partie de la communauté d'agglomération d'Épinal.
Ses habitants sont appelés les Sercosiens.

## Géologie et relief

### Sismicité
Commune située dans une zone 3 de sismicité modérée.

### Hydrographie et les eaux souterraines
Hydrogéologie et climatologie : Système d’information pour la gestion des eaux souterraines du bassin Rhin-Meuse :
Territoire communal : Occupation du sol (Corinne Land Cover); Cours d'eau (BD Carthage),
Géologie : Carte géologique; Coupes géologiques et techniques,
 Hydrogéologie : Masses d'eau souterraine; BD Lisa; Cartes piézométriques.
La commune est située dans le bassin versant du Rhin au sein du bassin Rhin-Meuse. Elle est drainée par le Durbion, le ruisseau de la Goutte, le ruisseau de l'Abime, le ruisseau de Sercoeur, le ruisseau de Vaudeville, le ruisseau des Bouxis, le ruisseau des Breuils et le ruisseau du Bois des Epines,.
Le Durbion, d'une longueur totale de 35,1 km, prend sa source dans la commune de Méménil et se jette  dans la Moselle à Châtel-sur-Moselle, après avoir traversé douze communes.

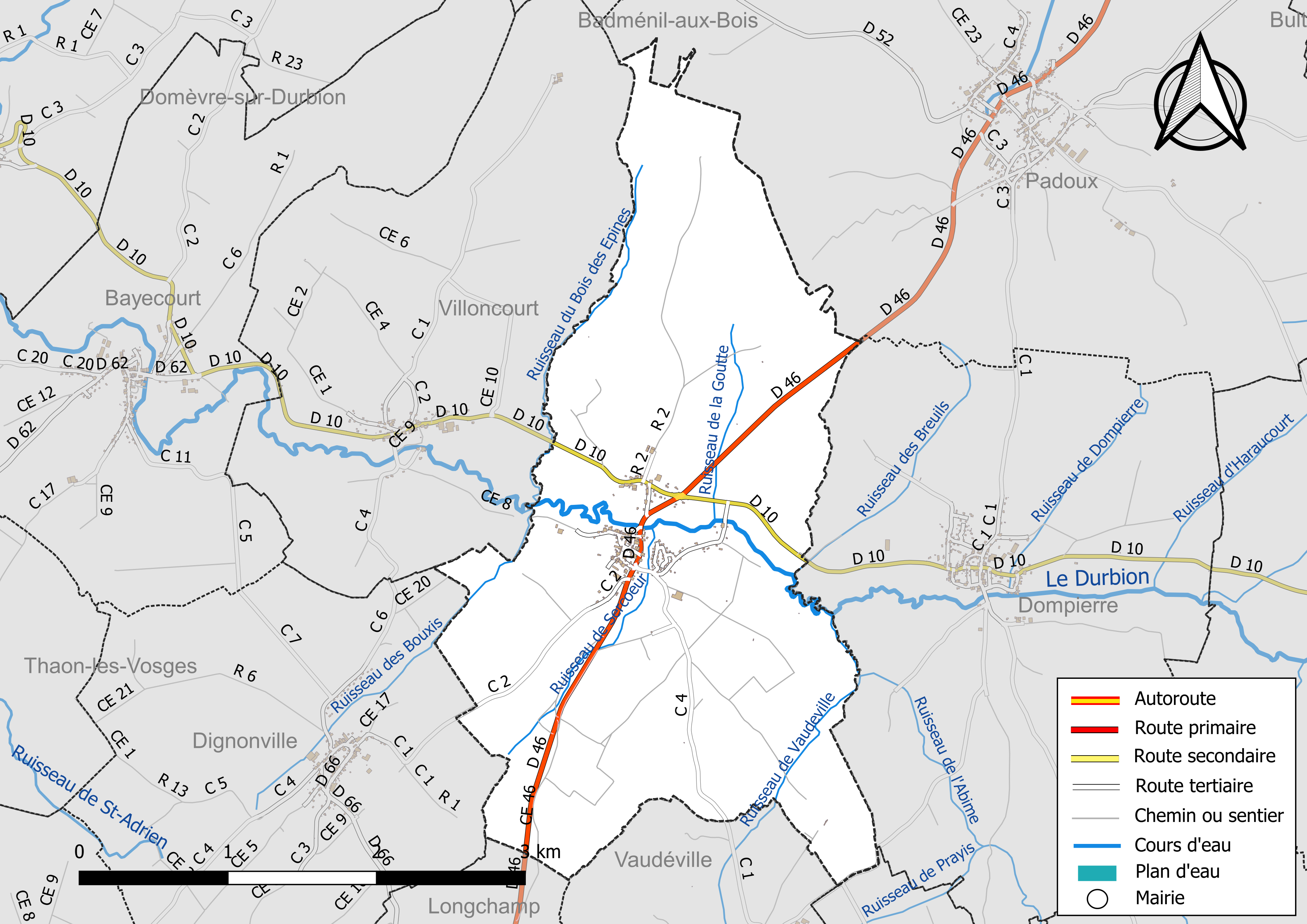
Réseaux hydrographique et routier de Sercœur.

La qualité des cours d’eau peut être consultée sur un site dédié géré par les agences de l’eau et l’Agence française pour la biodiversité.

### Climat
Pour des articles plus généraux, voir Climat du Grand Est et Climat des Vosges.
En 2010, le climat de la commune est de type climat de montagne, selon une étude du Centre national de la recherche scientifique s'appuyant sur une série de données couvrant la période 1971-2000. En 2020, Météo-France publie une typologie des climats de la France métropolitaine dans laquelle la commune est exposée à un climat semi-continental et est dans une zone de transition entre les régions climatiques « Lorraine, plateau de Langres, Morvan » et « Vosges ». 
Pour la période 1971-2000, la température annuelle moyenne est de 9,2 °C, avec une amplitude thermique annuelle de 16,8 °C. Le cumul annuel moyen de précipitations est de 943 mm, avec 12,5 jours de précipitations en janvier et 10,2 jours en juillet. Pour la période 1991-2020, la température moyenne annuelle observée sur la station météorologique de Météo-France la plus proche, « Épinal », sur la commune de Dogneville à 6 km à vol d'oiseau, est de 10,3 °C et le cumul annuel moyen de précipitations est de 907,0 mm. 
La température maximale relevée sur cette station est de 39,3 °C, atteinte le 25 juillet 2019 ; la température minimale est de −18,9 °C, atteinte le 12 janvier 1987,,. 
Les paramètres climatiques de la commune ont été estimés pour le milieu du siècle (2041-2070) selon différents scénarios d'émission de gaz à effet de serre à partir des nouvelles projections climatiques de référence DRIAS-2020. Ils sont consultables sur un site dédié publié par Météo-France en novembre 2022.

## Urbanisme

### Typologie
Au 1er janvier 2024, Sercœur est catégorisée commune rurale à habitat dispersé, selon la nouvelle grille communale de densité à sept niveaux définie par l'Insee en 2022.
Elle est située hors unité urbaine. Par ailleurs la commune fait partie de l'aire d'attraction d'Épinal, dont elle est une commune de la couronne,. Cette aire, qui regroupe 118 communes, est catégorisée dans les aires de 50 000 à moins de 200 000 habitants,.

### Occupation des sols
L'occupation des sols de la commune, telle qu'elle ressort de la base de données européenne d’occupation biophysique des sols Corine Land Cover (CLC), est marquée par l'importance des territoires agricoles (63,7 % en 2018), en diminution par rapport à 1990 (68,3 %). La répartition détaillée en 2018 est la suivante : 
terres arables (35 %), forêts (33,5 %), prairies (26,4 %), zones urbanisées (2,7 %), zones agricoles hétérogènes (2,3 %). L'évolution de l’occupation des sols de la commune et de ses infrastructures peut être observée sur les différentes représentations cartographiques du territoire : la carte de Cassini (XVIIIe siècle), la carte d'état-major (1820-1866) et les cartes ou photos aériennes de l'IGN pour la période actuelle (1950 à aujourd'hui).

### Voies de communications et transports

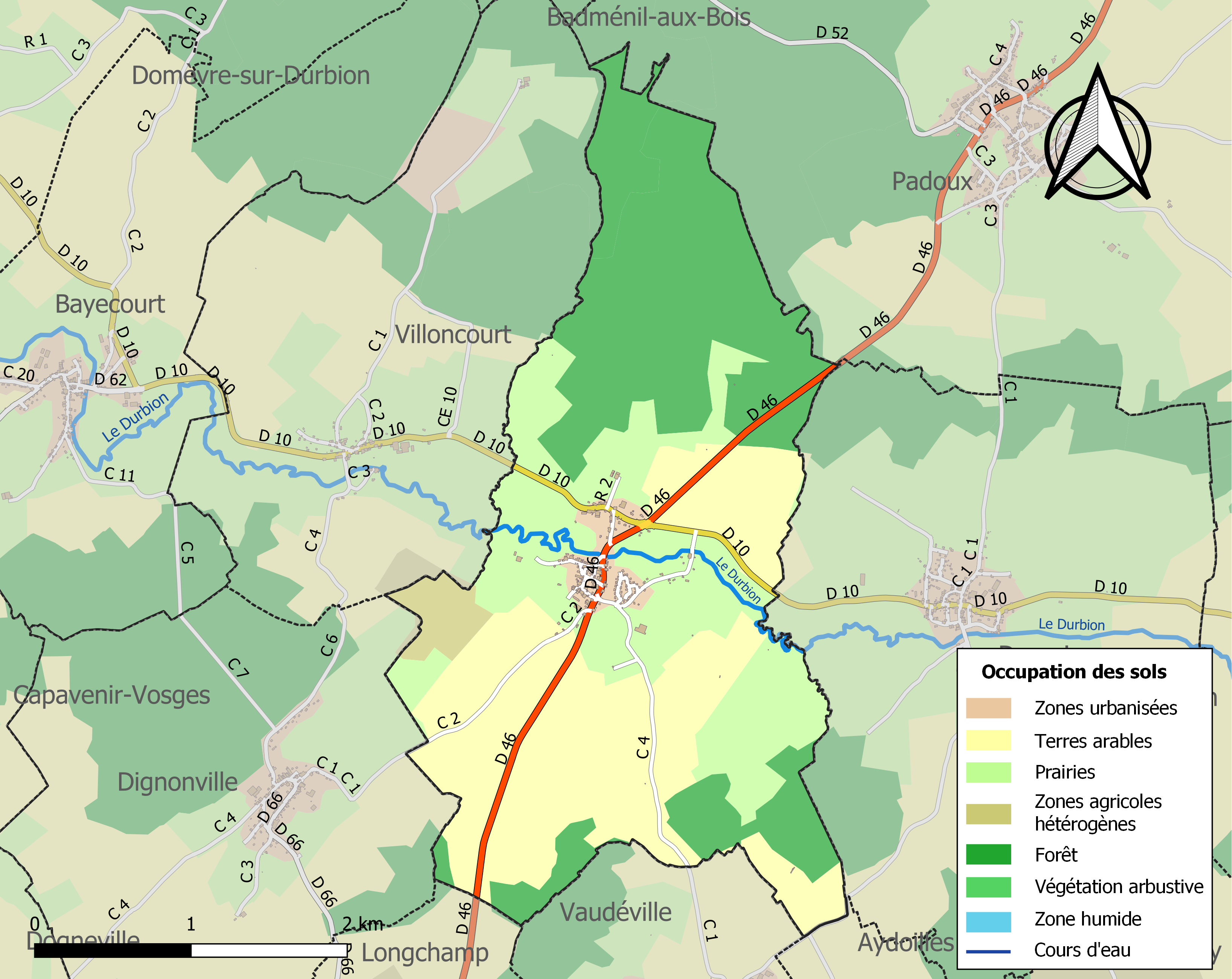
Carte des infrastructures et de l'occupation des sols de la commune en 2018 (CLC).

### Transports en commun
- Fluo Grand Est.

#### Lignes SNCF
- Gare d'Épinal.
- Gare de Thaon

## Toponymie
Le nom de la localité est attesté sous les formes Sarcus (1003) ; De Sarcoaco (1003) ; Ecclesiæ de Sarclois (XIIe siècle) ; Sarcul (1358) ; Mairie de Sercuelx (1390) ; Cercuel (1396) ; Sarcuel, Sercuef (1396) ; Sercueul (1398) ; « De Sarcofago » (1402) ; Sercuer (1413) ; Sercuel (1424) ; Sercuis (XVe siècle) ; Sercueur (1494) ; « L’église de Sainte Croix de Sarcueil » (1510) ; Cercœur (1711) ; Sercœur ou Cercœur (1779) ; Cercorium (1768).

Du bas latin sarcus, pluriel de l'oïl sarcu « cercueil de pierre ». Localité où l'on a signalé plusieurs (sarcophages de pierre) qui semblent dater de l'époque mérovingienne.

## Histoire
Au XVIIIe siècle, le village Sercœur est administré par Sébastien Morel et sa femme Claude Marchal.

## Politique et administration

### Mairie
| Période                                  | Période                         | Identité                | Étiquette | Qualité |
| ---------------------------------------- | ------------------------------- | ----------------------- | --------- | ------- |
| Les données manquantes sont à compléter. |                                 |                         |           |         |
| mars 1977                                | mars 1983                       | Paul Moinel (1929-2012) |           |         |
|                                          | 2 juillet 2020                  | Alain Rebrassier        | DVD       |         |
| 3 juillet 2020                           | En cours (au 02 septembre 2020) | Bénédicte Malivernay    |           |         |

### Budget et fiscalité 2022

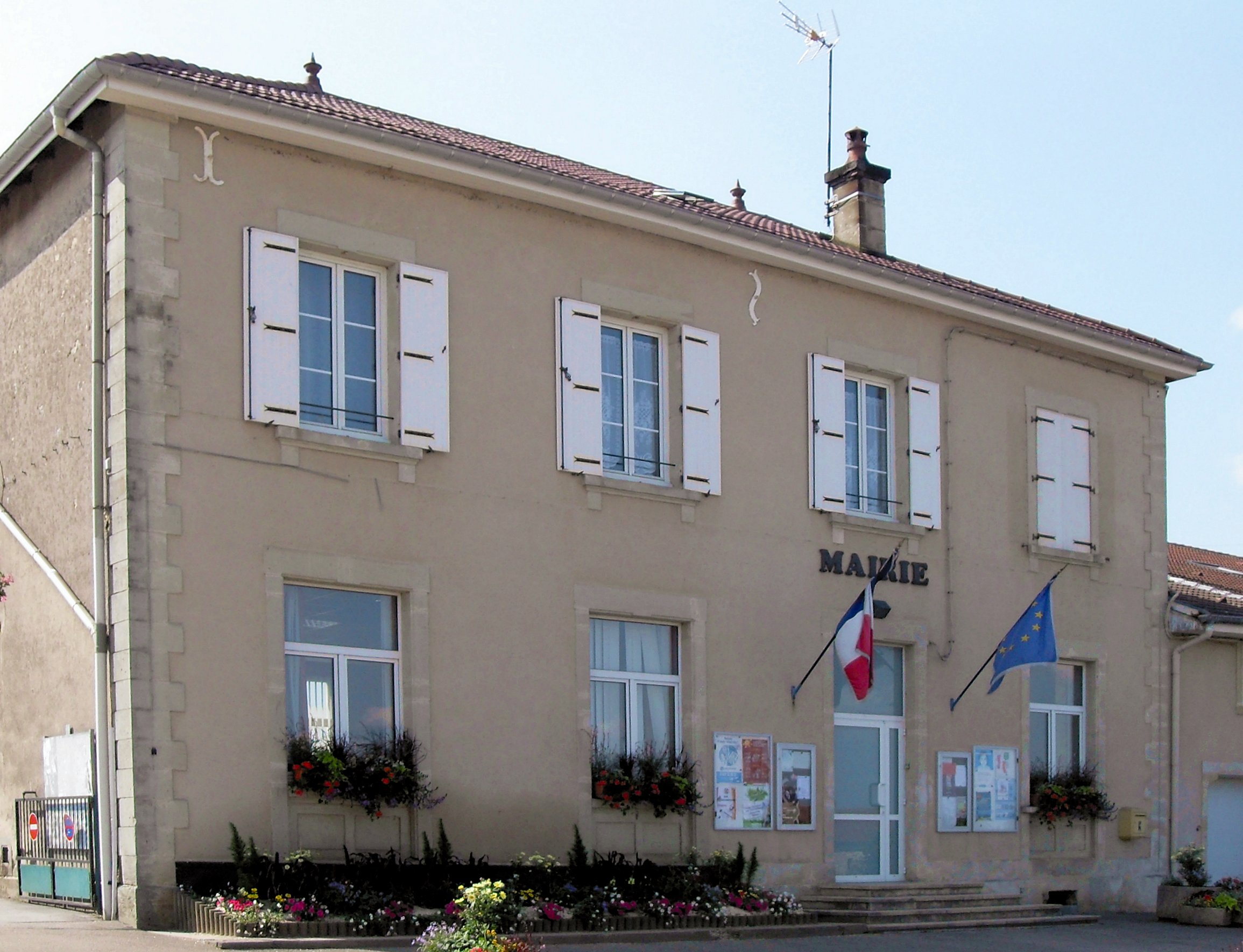
La mairie de Sercœur.

En 2022, le budget de la commune était constitué ainsi :
- total des produits de fonctionnement : 262 000 €, soit 1 086 € par habitant ;
- total des charges de fonctionnement : 169 000 €, soit 702 € par habitant ;
- total des ressources d'investissement : 143 000 €, soit 594 € par habitant ;
- total des emplois d'investissement : 88 000 €, soit 366 € par habitant ;
- endettement : 0 €, soit 2 € par habitant.

Avec les taux de fiscalité suivants :
- taxe d'habitation : 12,55 % ;
- taxe foncière sur les propriétés bâties : 41,33 % ;
- taxe foncière sur les propriétés non bâties : 20,80 % ;
- taxe additionnelle à la taxe foncière sur les propriétés non bâties : 0,00 % ;
- cotisation foncière des entreprises : 0,00 %.

Chiffres clés Revenus et pauvreté des ménages en 2021 : médiane en 2021 du revenu disponible, par unité de consommation : 21 920 €.

## Économie

### Entreprises et commerces

#### Agriculture
- Culture et élevage associés.
- Élevage d'ovins et de caprins.
- Élevage d'autres bovins et de buffles.
- Élevage de vaches laitières.
- Élevage de volailles.

#### Tourisme
- Hébergements et restauration à Épinal, Grandvillers, Rambervillers, Cheniménil.

#### Commerces
- Commerces et services de proximité.

### Intercommunalité
Sercœur fut une des communes fondatrices de la communauté de communes de l'Arentèle-Durbion-Padozel dont elle a été membre de 2003 à 2013.
À partir du 1er janvier 2014 elle est intégrée à la communauté de communes de Bruyères, Vallons des Vosges et à partir du 1er janvier 2017 la communauté d'agglomération d'Épinal.

## Population et société

### Démographie

#### Évolution démographique
L'évolution du nombre d'habitants est connue à travers les recensements de la population effectués dans la commune depuis 1793. Pour les communes de moins de 10 000 habitants, une enquête de recensement portant sur toute la population est réalisée tous les cinq ans, les populations de référence des années intermédiaires étant quant à elles estimées par interpolation ou extrapolation. Pour la commune, le premier recensement exhaustif entrant dans le cadre du nouveau dispositif a été réalisé en 2005.

En 2022, la commune comptait 224 habitants, en évolution de −5,49 % par rapport à 2016 (Vosges : −2,96 %, France hors Mayotte : +2,11 %).
| 1793 | 1800 | 1806 | 1821 | 1831 | 1836 | 1841 | 1846 | 1856 |
| ---- | ---- | ---- | ---- | ---- | ---- | ---- | ---- | ---- |
| 223  | 241  | 248  | 253  | 256  | 253  | 243  | 249  | 257  |

| 1861 | 1866 | 1876 | 1881 | 1886 | 1891 | 1896 | 1901 | 1906 |
| ---- | ---- | ---- | ---- | ---- | ---- | ---- | ---- | ---- |
| 250  | 256  | 250  | 264  | 250  | 231  | 237  | 225  | 246  |

| 1911 | 1921 | 1926 | 1931 | 1936 | 1946 | 1954 | 1962 | 1968 |
| ---- | ---- | ---- | ---- | ---- | ---- | ---- | ---- | ---- |
| 224  | 205  | 193  | 169  | 190  | 166  | 161  | 176  | 172  |

| 1975 | 1982 | 1990 | 1999 | 2005 | 2006 | 2010 | 2015 | 2020 |
| ---- | ---- | ---- | ---- | ---- | ---- | ---- | ---- | ---- |
| 186  | 254  | 308  | 272  | 277  | 275  | 262  | 237  | 226  |

| 2022 | - | - | - | - | - | - | - | - |
| ---- | - | - | - | - | - | - | - | - |
| 224  | - | - | - | - | - | - | - | - |

### Enseignement
Établissements d'enseignements :
- Écoles maternelles et primaires à Padoux, Épinal, Girecourt-sur-Durbion, Fontenay, Aydoilles.
- Collèges à Thaon-les-Vosges, Épinal, Golbey.
- Lycées à Thaon-les-Vosges, Épinal, La Baffe.

### Santé
Professionnels et établissements de santé :
- Médecins à Sercoeur, Deyvillers, Dogneville, Girmont, Chavelot, Thaon-les-Vosges.
- Pharmacies à Deyvillers, Dogneville, Thaon-les-Vosges, Golbey.
- Hôpitaux à Thaon-les-Vosges, Golbey, Épinal.

### Cultes
- Culte catholique, Paroisse Sainte-Thérèse-du-Durbion[29], Diocèse de Saint-Dié.

## Culture locale et patrimoine

### Lieux et monuments

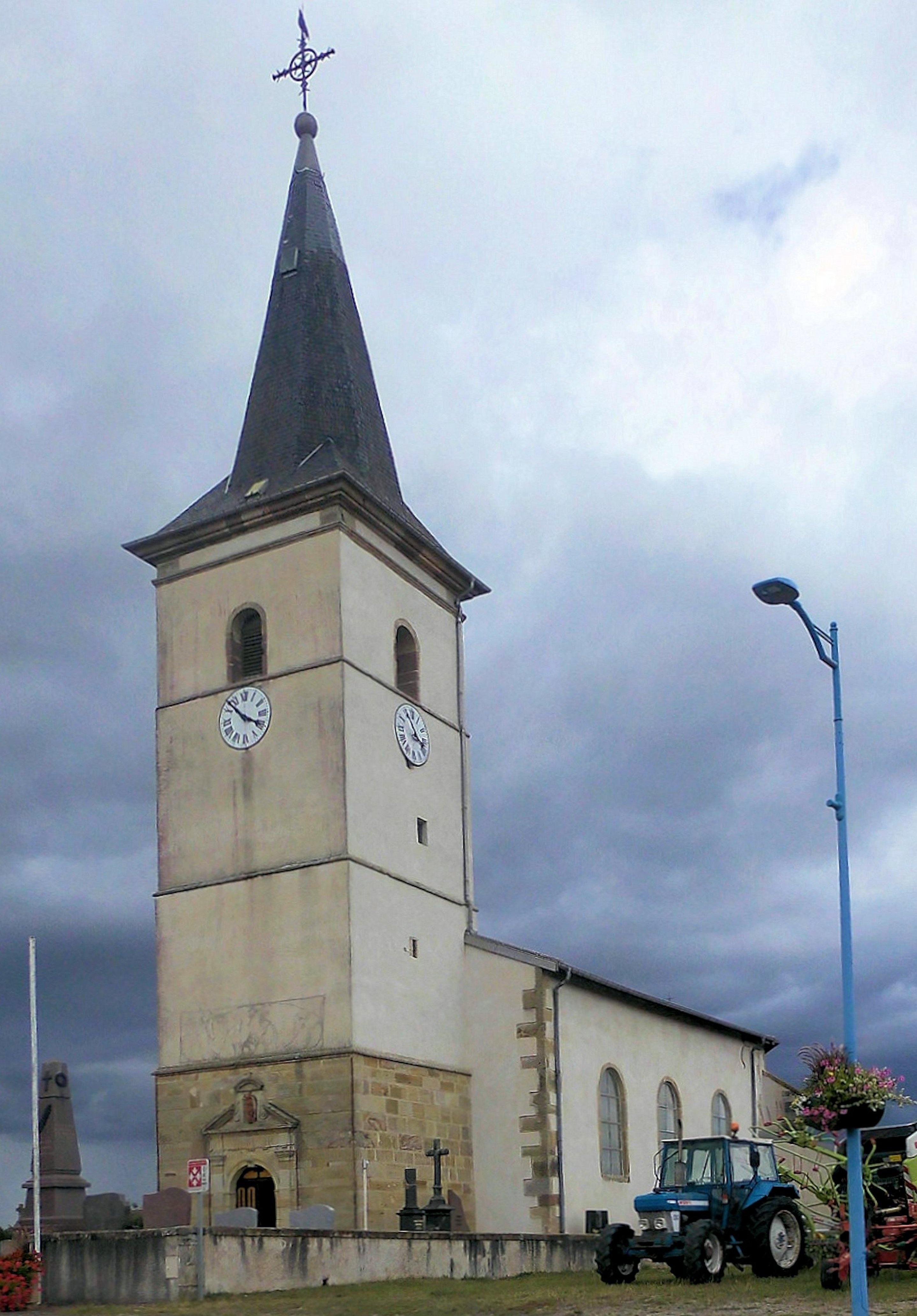
L'église de l'Exaltation de la Sainte-Croix de Sercœur, côté sud-est.
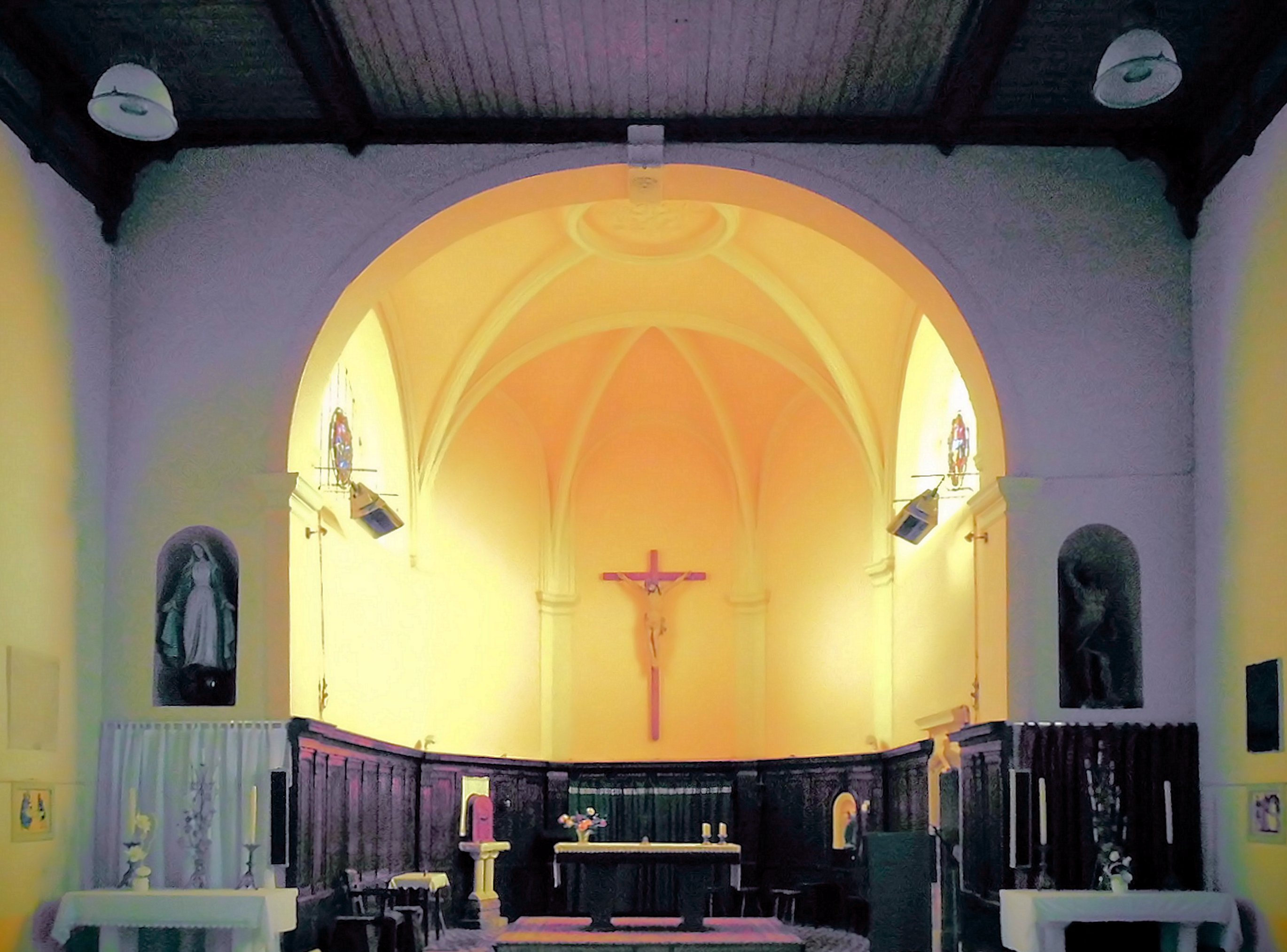
L'intérieur d'église de l'Exaltation de la Sainte-Croix.
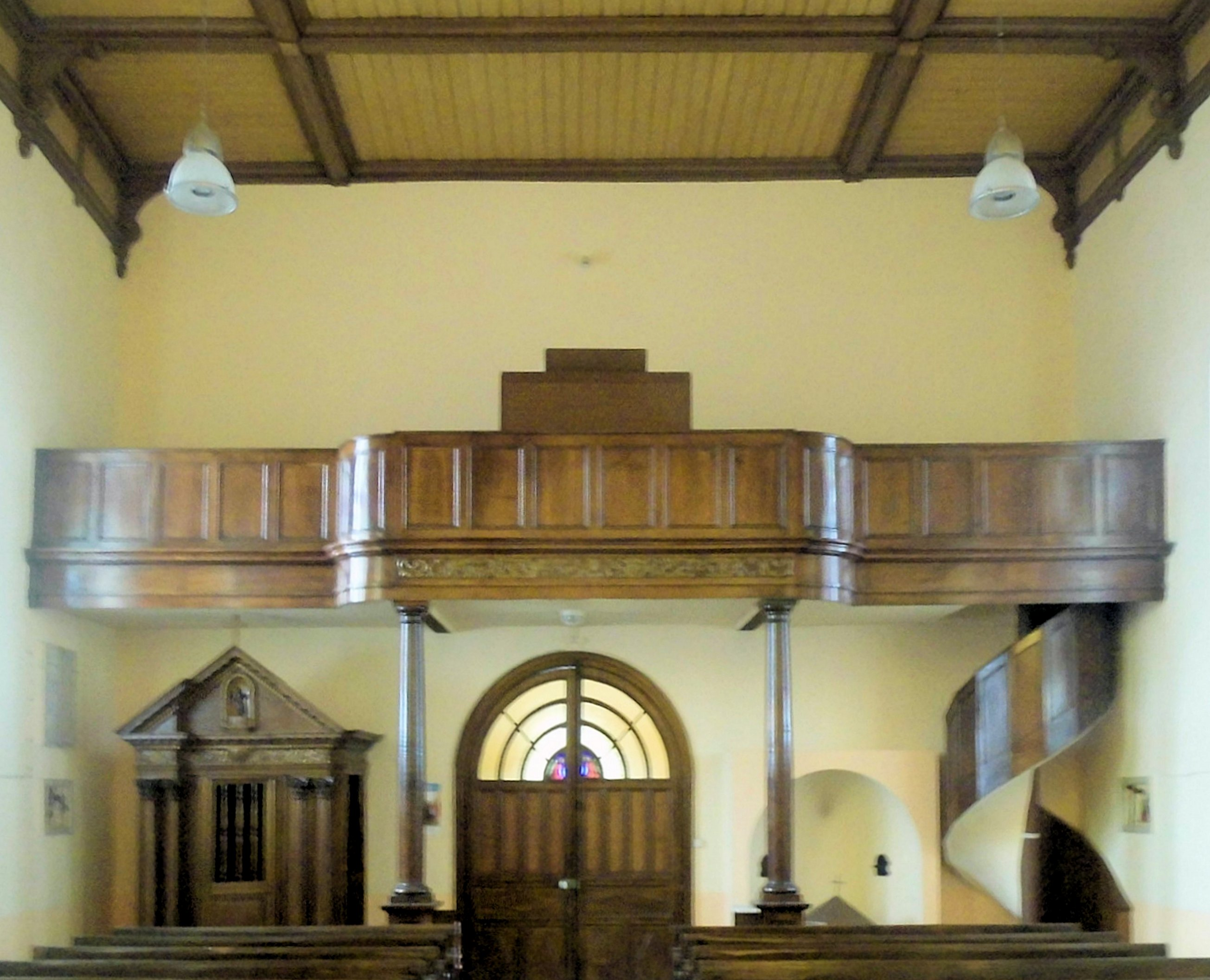
L'orgue d'église de l'Exaltation de la Sainte-Croix.
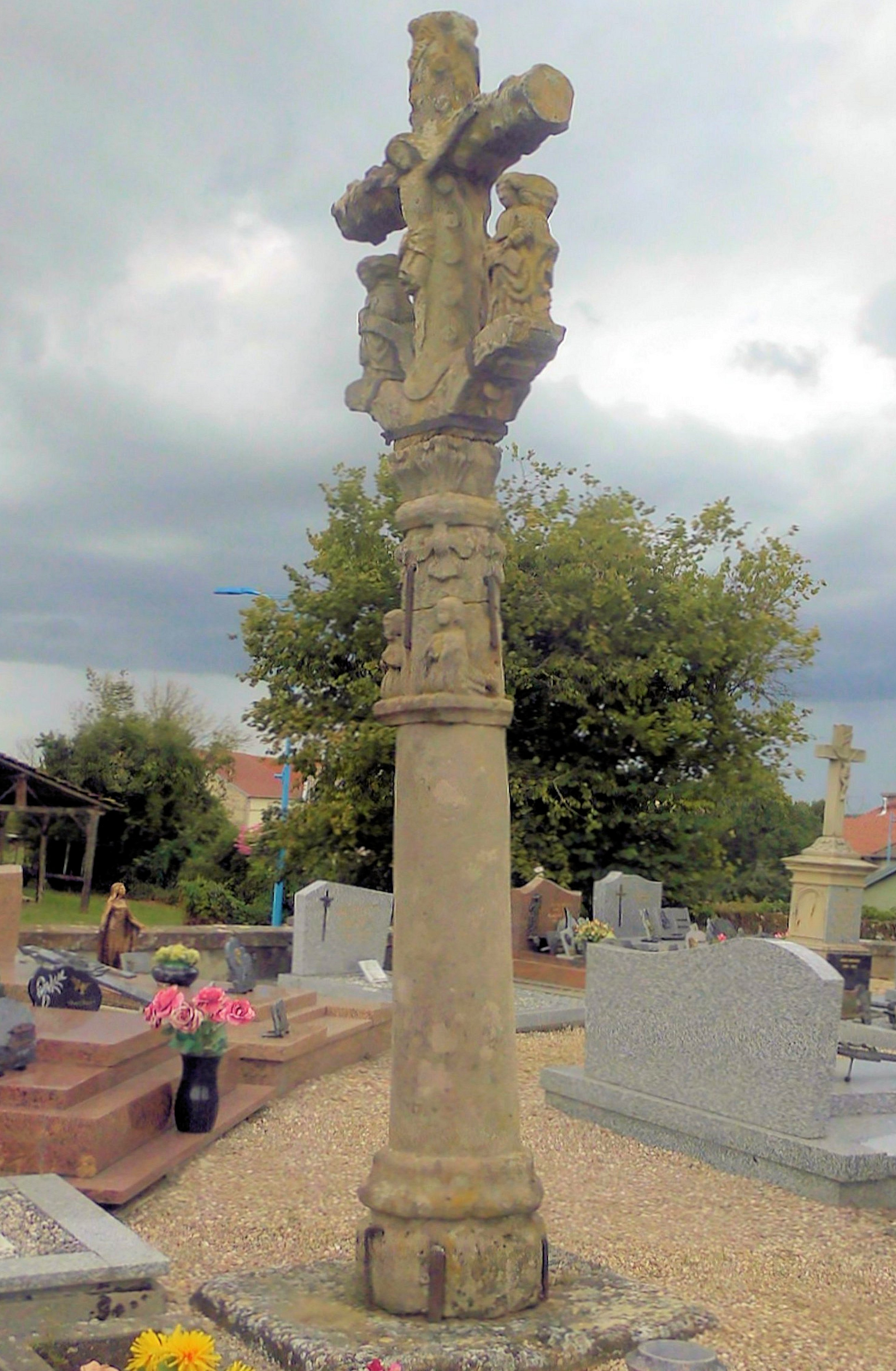
La croix de cimetière du XVIe siècle.

- Église de l'Exaltation-de-la-Sainte-Croix[30].

Vitraux de Gabriel Loire.
- Plaque commémorative de fondation de confrérie dans l'église[32].
- Une croix de cimetière, sur le parvis de l’église de l’Exaltation-de-la-Sainte-Croix, classée au titre des monuments historiques par arrêté du 26 septembre 1932[33],[34].
- Fontaine - abreuvoir[35],[36]. La fonte est issue des Forges de Varigney, selon la signature "Varigney / 1863" portée sur le bassin[37].

### Personnalités liées à la commune
- Abbé Gégard[38],[39].

### Héraldique
| Blason de Sercœur | Blason  | D'or à la croix de gueules chargée en cœur d'une croisette de Malte pommetée et surchargée d'un besant à une Notre -Dame, le tout d'or, cantonné eux 1er et au 4e d'un rencontre de cerf et aux 2e et 3e d'un cœur, le tout de gueules,. |
| Blason de Sercœur | Détails | Le statut officiel du blason reste à déterminer. |

## Pour approfondir